# Massimo Scaligero
Massimo Scaligero, Pseudonym für Antonio Massimo Sgabelloni (* 17. September 1906 in Veroli; † 26. Januar 1980 in Rom), war ein italienischer Journalist, Anthroposoph und Schriftsteller. Während der Zeit des italienischen Faschismus verfasste er rassistische und antisemitische Schriften.

## Leben
Scaligero wuchs nach dem frühen Tod seiner Mutter bei seinem Onkel, dem Journalisten Pietro Scabelloni, auf. Dort lernte er früh viele Persönlichkeiten des italienischen Geisteslebens kennen – etwa Gabriele D’Annunzio – und entdeckte in der Bibliothek Autoren wie Pascal, Stirner, Nietzsche oder Sri Aurobindo.
Mit 20 Jahren suchte er Julius Evola auf, wurde zunächst dessen Schüler und begegnete dann den Werken Rudolf Steiners; über seine geistige Entwicklung berichtete er 1972 in seiner Autobiografie Dallo Yoga alla Rosacroce.
Ab 1932 arbeitete er als Chefredakteur bei der Zeitung Italia Marinara, einem Organ der „Lega Navale Italiana“ (LNI). 1941/42 schrieb er häufig für die faschistische Zeitung La difesa della razza. Nach eigenen Angaben soll er in jenen Jahren versucht haben, den Rassismus zu bekämpfen und ihm einen „ethischen und symbolischen Inhalt“ zu geben. 1944 kam er für ein halbes Jahr in amerikanische Kriegsgefangenschaft.
Von 1950 bis 1978 war er Redakteur der Zeitschrift East and West des „Istituto Italiano per il Medio ed Estremo Oriente“ (IsMEO) in Rom, das 1933 von Giovanni Gentile und Giuseppe Tucci begründet worden war. Scaligero ist Autor von über 30 Büchern, die philosophische und esoterische Themen behandeln; fünf davon wurden bisher ins Deutsche übersetzt und publiziert.

## Werke (auf Deutsch)
- Die Logik als Widersacher des Menschen. Der Mythos der Wissenschaft und der Weg des Denkens. Einführung von Michael Kirn. Urachhaus, Stuttgart 1991, ISBN 3-87838-686-9
- Traktat über das lebende Denken. Ein Weg zur Überwindung der abendländischen Philosophien, des Yoga und des Zen. Urachhaus, Stuttgart 1993, ISBN 3-87838-966-3
- Das Licht. Die Entdeckung der schöpferischen Imagination. Nachwort von Karen Swassjan. Edition Tertium, Ostfildern 1994, ISBN 3-930717-04-2
- Raum und Zeit. Edition Tertium, Ostfildern 1995, ISBN 3-930717-11-5
- Traktat über die unsterbliche Liebe. Edition Tertium, Ostfildern 2001, ISBN 3-930717-69-7